# Eduard-Michael Grosu
Eduard-Michael Grosu (Zărnești, Brașov, 4 de setembre de 1992) és un ciclista romanès, professional des del 2014. Actualment corre a l'equip Drone Hopper-Androni Giocattoli. En passar al professionalisme es convertí en el primer ciclista romanès professional. En el seu palmarès destaca la general de la Volta a Estònia de 2014 i el campionat nacional de contrarellotge del 2013 i 2017.

## Palmarès
- 2010
  -  Campió de Romania en contrarellotge júnior
- 2012
  - Vencedor d'una etapa del Turul Dobrogei
- 2013
  -  Campió de Romania en contrarellotge
  - Vencedor d'una etapa de la Volta a Romania
- 2014
  -  Campió de Romania en ruta sub-23
  - 1r a la Volta a Estònia i vencedor d'una etapa
  - Vencedor de 2 etapes del Carpathia Couriers Path
  - Vencedor d'una etapa a la Volta al llac Qinghai
  - Vencedor d'una etapa al Gran Premi de Gemenc
- 2016
  - Vencedor d'una etapa a la Volta al llac Taihu
- 2017
  -  Campió de Romania en contrarellotge
  - Vencedor d'una etapa al Sibiu Cycling Tour
- 2018
  - Vencedor d'una etapa al Tour de Croàcia
  - Vencedor de 3 etapes a la Volta al llac Qinghai
- 2019
  - 1r a la Volta a Limburg
  - Vencedor de 2 etapes a la Volta al llac Qinghai
  - Vencedor d'una etapa a la Volta a Eslovàquia
  - Vencedor d'una etapa al Tour de Croàcia
- 2020
  - 1r a la Volta a Romania i vencedor de 2 etapes
- 2022
  - Vencedor d'una etapa a la Volta a Romania

### Resultats al Giro d'Itàlia
- 2015. 150è de la classificació general
- 2016. 153è de la classificació general